# Caroga
Caroga – miasto w Stanach Zjednoczonych, w stanie Nowy Jork, w hrabstwie Fulton.